# Anne-Sophie Pelletier
Anne-Sophie Pelletier (5 de fevereiro de 1976) é uma política francesa que foi eleita membro do Parlamento Europeu em 2019.